# Малезија на Светском првенству у атлетици на отвореном 2011.
Малезија је учествовала на 13. Светском првенству у атлетици на отвореном 2011. одржаном у Тегу од 27. августа до 4. септембра тринаести пут, односно учествовала је на свим првенствима до данас. Репрезентацију Малезије представљало је двоје такмичара (1 мушкарац и 1 жена) који су се такмичили у две дисциплине (1 мушка и 1 женска). , 
На овом првенству Малезија није освојила ниједну медаљу.

## Учесници
| Мушкарци : - Мухамед Нур Имран А Хађи — 100 м | Жене: - Норџана Хафиша Џамалудин — 100 м |  |

## Резултати

### Мушкарци
| Атлетичар                | Дисциплина | Лични рекорд | Квалификације | Квалификације | Група    | Група      | Полуфинале           | Полуфинале           | Финале               | Финале       | Детаљи |
| Атлетичар                | Дисциплина | Лични рекорд | Резултат      | Место         | Резултат | Место      | Резултат             | Место                | Резултат             | Место        | Детаљи |
| ------------------------ | ---------- | ------------ | ------------- | ------------- | -------- | ---------- | -------------------- | -------------------- | -------------------- | ------------ | ------ |
| Мухамед Нур Имран А Хађи | 100 м      | 10,40        | 10,77         | 1. у гр. 4 КВ | 10,75    | 7. у гр. 5 | Није се квалификовао | Није се квалификовао | Није се квалификовао | 46 / 71 (75) |        |

### Жене
| Атлетичарка              | Дисциплина | Лични рекорд | Квалификације | Квалификације | Група    | Група      | Полуфинале           | Полуфинале           | Финале               | Финале       | Детаљи |
| Атлетичарка              | Дисциплина | Лични рекорд | Резултат      | Место         | Резултат | Место      | Резултат             | Место                | Резултат             | Место        | Детаљи |
| ------------------------ | ---------- | ------------ | ------------- | ------------- | -------- | ---------- | -------------------- | -------------------- | -------------------- | ------------ | ------ |
| Норџана Хафиша Џамалудин | 100 м      | 11,60        | 12,06         | 1. у гр. 5 КВ | 11,74    | 6. у гр. 7 | Није се квалификовао | Није се квалификовао | Није се квалификовао | 39 / 71 (73) |        |